# Hôtel Abbassi
Pour les articles homonymes, voir Abbassi (homonymie).
L'hôtel Abbassi (en persan : هتل عباسی ; en anglais : Abbasi Hotel) est un hôtel à Ispahan, en Iran. Construit au XVIIe siècle par le sultan Hossein pour servir de caravansérail, de madrassa et de bazar, il s'appelait à l'origine Mādarschāh Kārwānsarā (caravansérail de la reine-mère). Il comprend un jardin persan carré de quatre-vingt mètres de côté avec son howz typique.
Le bâtiment a été restauré en 1957 par l'archéologue français André Godard et transformé en hôtel de luxe. Avant la révolution iranienne, il s'appelait l'hôtel Chah Abbas, d'après Abbas Ier. Le chah d’Iran Mohammad Reza Chah a appelé en 1965 Jeanne Augier, propriétaire de l'hôtel Negresco (Nice), pour concevoir et réaliser la décoration de l’hôtel.
Il a été agrandi en 1971 de 11 500 m2. Le film des Dix petits nègres, avec Oliver Reed et Elke Sommer, a été tourné ici en 1973.

L'hôtel autour du jardin.

Il comprend neuf restaurants, cent-quatre-vingt-six chambres, sept appartements privés, vingt-sept suites de luxe, et deux suites de luxe avec jacuzzi. C'est un hôtel cinq étoiles.